# لاشکن
لاشکن یکی از روستاهای استان ایلام است که در دهستان ارکوازی بخش چوار در شهرستان چوار واقع شده‌است.
افراد سرشناس : اسکندر رشیدی ، کلانتر رشیدی ،حضرتی رشیدی